# アンヘル・パガン
アンヘル・マヌエル・パガン（Ángel Manuel Pagán, 1981年7月2日 - ）は、 プエルトリコのサンフアン出身の元プロ野球選手（外野手）。右投両打。
愛称はエル・カバージョ・ロコ（El Caballo Loco）またはクレイジー・ホース（Crazy Horse）。

## 経歴

### プロ入りとメッツ傘下時代
1999年のMLBドラフト4巡目（全体136位）でニューヨーク・メッツから指名され、翌2000年6月1日に契約。
2000年、傘下のアパラチアンリーグのルーキー級キングスポート・メッツでプロデビュー。19試合に出場して打率.361・8打点・6盗塁の成績を残した。
2001年はA-級ブルックリン・サイクロンズとA級キャピタルシティ・ボンバーズでプレー。A-級ブルックリンでは62試合に出場して打率.315・15打点・30盗塁の成績を残した。
2002年はA級キャピタルシティとA+級セントルーシー・メッツでプレーし、A級キャピタルシティでは108試合に出場して打率.279・1本塁打・36打点・52盗塁の成績を残した。
2003年はA+級セントルーシーでプレーし、113試合に出場して打率.249・1本塁打・33打点・35盗塁の成績を残した。
2004年はAA級ビンガムトン・メッツとAAA級ノーフォーク・タイズでプレーし、AA級ビンガムトンでは112試合に出場して打率.287・4本塁打・63打点・29盗塁の成績を残した。オフの11月19日にメッツとメジャー契約を結び、40人枠入りを果たした。
2005年3月2日にメッツと1年契約に合意。この年はAAA級ノーフォークで129試合に出場して打率.271・8本塁打・40打点・27盗塁の成績を残した。

### カブス時代

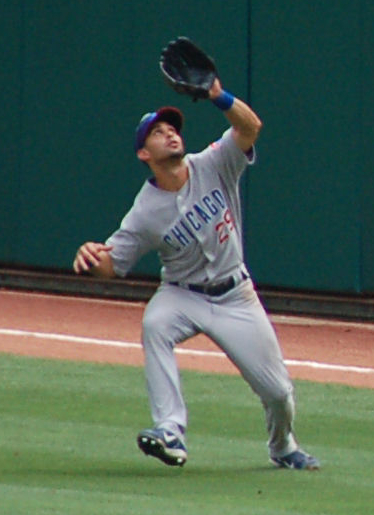
2007年6月21日

2006年1月25日に金銭トレードで、シカゴ・カブスへ移籍した。開幕ロースター入りし、4月3日のシンシナティ・レッズ戦でメジャーデビュー。5回裏から右翼の守備に就き、3打数2安打1打点だった。4月17日にハムストリングの故障で15日間の故障者リスト入りし、6月30日に復帰。25歳の誕生日の7月2日に行われたシカゴ・ホワイトソックス戦で、メジャー第1号・第2号本塁打を放った。この年は77試合に出場し、打率.247・5本塁打・18打点・4盗塁の成績を残した。
2007年3月5日にカブスと1年契約に合意。3月28日にAAA級アイオワ・カブスへ異動し、そのまま開幕を迎えた。5月10日にメジャーへ昇格。8月8日に大腸炎で15日間の故障者リスト入りし、シーズンを終えた。この年は71試合に出場して打率.264・4本塁打・21打点・4盗塁の成績を残した。

### メッツ復帰

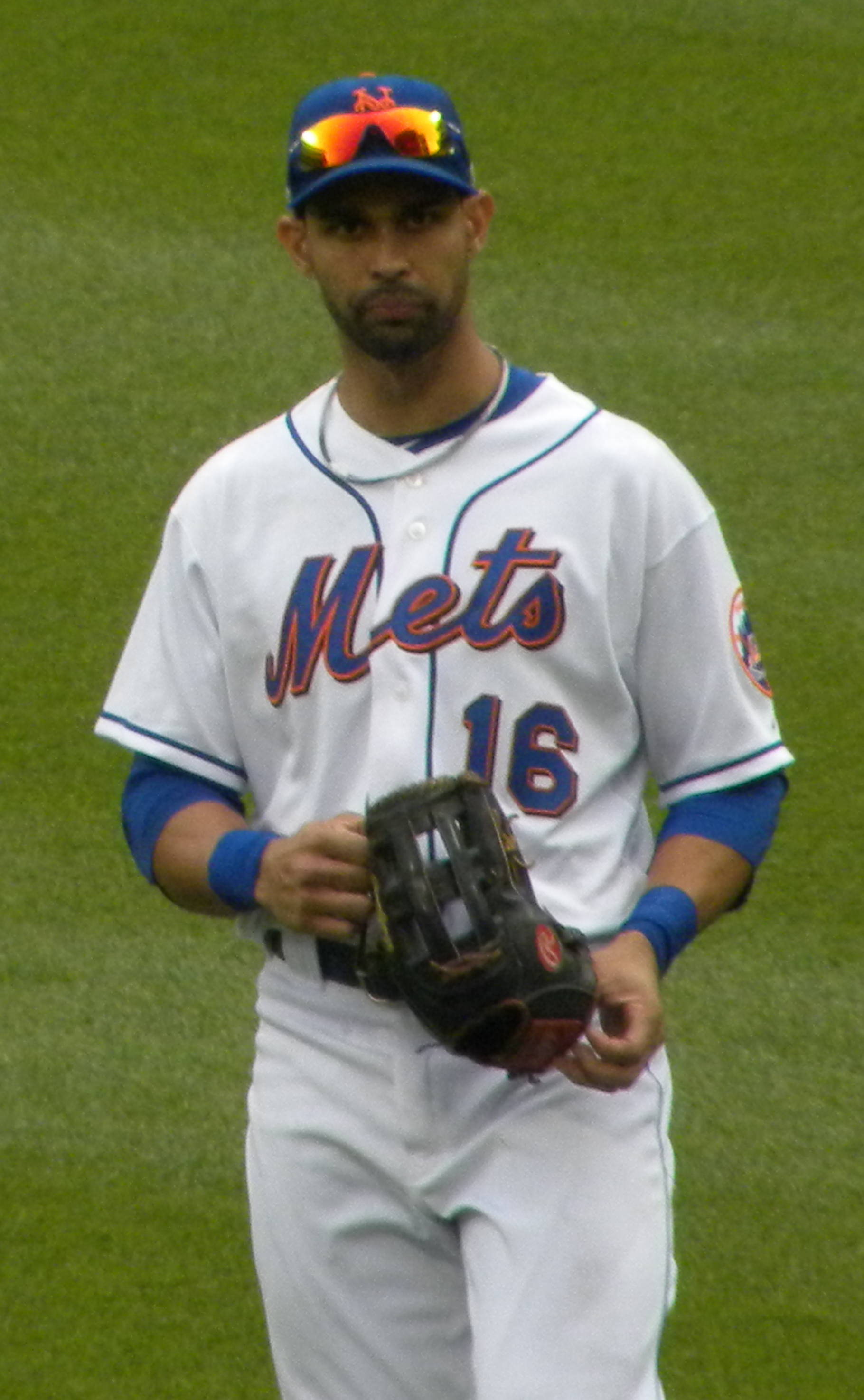
2010年6月10日

2008年1月5日にコーリー・コールズ、ライアン・マイヤーズとのトレードで、古巣のメッツに復帰。3月4日にメッツと1年契約に合意し、開幕ロースター入りした。5月7日のロサンゼルス・ドジャース戦で左翼への飛球を追い、左翼スタンドに転落。左肩を負傷し、5月13日に15日間の故障者リスト入りした。7月9日にルーキー級ガルフ・コーストリーグ・メッツで復帰。A+級セントルーシーやA-級ブルックリンでもプレーしたが、メジャー復帰はなかった。この年は31試合に出場して打率.275・13打点・4盗塁の成績を残した。
2009年1月20日にメッツと57万5000ドルの1年契約に合意し、開幕ロースター入りした。右肘や鼠蹊部の故障に悩まされたが、自己最多の88試合に出場。打率.306・6本塁打・32打点・14盗塁の成績を残した。
2010年2月9日にメッツと1年契約に合意。正中堅手のカルロス・ベルトランが故障で離脱していたため、代役としてレギュラーに定着。ベルトラン復帰後も左翼手や右翼手のレギュラーに残り、151試合に出場して打率.290・11本塁打・69打点の成績を残した。37盗塁はリーグ2位だった。
2011年1月31日にメッツと350万ドルの1年契約に合意。ベルトランが右翼へとコンバートされたため、正中堅手を任された。4月22日に15日間の故障者リスト入りし、5月27日に復帰。この年は123試合に出場して打率.262・7本塁打・56打点・32盗塁の成績を残した。

### ジャイアンツ時代
2011年12月7日にアンドレス・トーレス、ラモン・ラミレスとのトレードで、サンフランシスコ・ジャイアンツへ移籍した。
2012年1月16日にジャイアンツと485万ドルの1年契約に合意し、開幕ロースター入りした。この年は自己最多の154試合に出場し、8本塁打56打点29盗塁、打率.288だった。三塁打はリーグ最多の15本を記録するなどワールドシリーズ制覇に大きく貢献した。オフの10月29日にFAとなったが、12月3日にジャイアンツと総額4000万ドルの4年契約で再契約した。
2013年開幕前の3月に開催された第3回WBCのプエルトリコ代表に選出された。

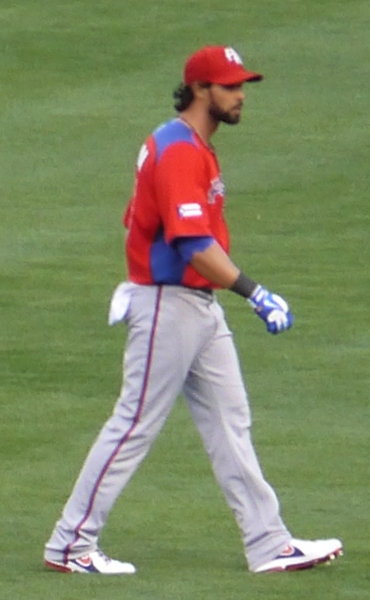
2013年3月17日

シーズンでは6月7日に左ハムストリングの故障で、15日間の故障者リスト入りし、7月5日に60日間の故障者リストへ異動。8月30日に復帰した。この年は故障の影響で71試合の出場にとどまり、打率.282・5本塁打・30打点・9盗塁だった。
2014年は開幕ロースター入りし、開幕後は正中堅手として63試合に出場、打率.307と好調を維持していたが、6月25日に腰の故障で15日間の故障者リスト入りした。
2015年4月10日のサンディエゴ・パドレス戦では、デレク・ノリスにガムを投げつけ一触即発の場面があった。
2016年は129試合に出場し、キャリアハイとなる12本塁打を放ったが、シーズン終了後の11月3日に再びFAとなった。

### ジャイアンツ退団後
2017年2月8日に第4回WBCのプエルトリコ代表に選出され、2大会連続2度目の選出を果たした。3月22日のアメリカ合衆国との決勝戦に敗れ、2大会連続で準優勝となった。4月19日、2017年シーズンはどの球団とも契約しないことを発表した。
翌年以降はどの球団とも契約を結んでいない。

## 詳細情報

### 年度別打撃成績
| 年 度     | 球 団     | 試 合 | 打 席 | 打 数 | 得 点 | 安 打 | 二 塁 打 | 三 塁 打 | 本 塁 打 | 塁 打 | 打 点 | 盗 塁 | 盗 塁 死 | 犠 打 | 犠 飛 | 四 球 | 敬 遠 | 死 球 | 三 振 | 併 殺 打 | 打 率 | 出 塁 率 | 長 打 率 | O P S |
| --------- | --------- | ----- | ----- | ----- | ----- | ----- | -------- | -------- | -------- | ----- | ----- | ----- | -------- | ----- | ----- | ----- | ----- | ----- | ----- | -------- | ----- | -------- | -------- | ----- |
| 2006      | CHC       | 77    | 187   | 170   | 28    | 42    | 6        | 2        | 5        | 67    | 18    | 4     | 2        | 1     | 1     | 15    | 0     | 0     | 28    | 3        | .247  | .306     | .394     | .701  |
| 2007      | CHC       | 71    | 161   | 148   | 21    | 39    | 10       | 2        | 4        | 65    | 21    | 4     | 1        | 1     | 2     | 10    | 0     | 0     | 32    | 0        | .264  | .306     | .439     | .745  |
| 2008      | NYM       | 31    | 105   | 91    | 12    | 25    | 7        | 1        | 0        | 34    | 13    | 4     | 0        | 1     | 2     | 11    | 0     | 0     | 18    | 0        | .275  | .346     | .374     | .720  |
| 2009      | NYM       | 88    | 376   | 343   | 54    | 105   | 22       | 11       | 6        | 167   | 32    | 14    | 7        | 5     | 3     | 25    | 2     | 0     | 56    | 3        | .306  | .350     | .487     | .837  |
| 2010      | NYM       | 151   | 633   | 579   | 80    | 168   | 31       | 7        | 11       | 246   | 69    | 37    | 9        | 6     | 3     | 44    | 5     | 1     | 97    | 9        | .290  | .340     | .425     | .765  |
| 2011      | NYM       | 123   | 532   | 478   | 68    | 125   | 24       | 4        | 7        | 178   | 56    | 32    | 7        | 4     | 5     | 44    | 4     | 1     | 62    | 4        | .262  | .322     | .372     | .694  |
| 2012      | SF        | 154   | 659   | 605   | 95    | 174   | 38       | 15       | 8        | 266   | 56    | 29    | 7        | 2     | 4     | 48    | 5     | 0     | 97    | 6        | .288  | .338     | .440     | .778  |
| 2013      | SF        | 71    | 305   | 280   | 44    | 79    | 16       | 3        | 5        | 116   | 30    | 9     | 4        | 0     | 2     | 23    | 0     | 0     | 36    | 1        | .282  | .334     | .414     | .749  |
| 2014      | SF        | 96    | 413   | 383   | 56    | 115   | 21       | 2        | 3        | 149   | 27    | 16    | 6        | 1     | 3     | 25    | 1     | 1     | 53    | 5        | .300  | .342     | .389     | .731  |
| 2015      | SF        | 133   | 551   | 512   | 55    | 134   | 21       | 3        | 3        | 170   | 37    | 12    | 4        | 0     | 6     | 32    | 0     | 1     | 93    | 12       | .262  | .303     | .332     | .635  |
| 2016      | SF        | 129   | 543   | 495   | 71    | 137   | 24       | 5        | 12       | 207   | 55    | 15    | 4        | 0     | 3     | 42    | 1     | 0     | 66    | 11       | .277  | .331     | .418     | .750  |
| MLB：11年 | MLB：11年 | 1124  | 4465  | 4084  | 584   | 1143  | 220      | 55       | 64       | 1665  | 414   | 176   | 51       | 21    | 34    | 319   | 18    | 4     | 638   | 54       | .280  | .330     | .408     | .738  |

- 2016年度シーズン終了時
- 各年度の太字はリーグ最高

### 表彰
プエルトリコ代表
- WBCベストナイン：（2013年）

### 背番号
- 29（2006年 - 2007年）
- 16（2008年 - 2016年）

### 代表歴
- 2013 ワールド・ベースボール・クラシック・プエルトリコ代表
- 2017 ワールド・ベースボール・クラシック・プエルトリコ代表